# Викерс F.B.7
Викерс F.B.7 (енгл. Vickers F.B.7) је ловачки авион направљен у Уједињеном Краљевству. Авион је први пут полетео 1915. године. 

Највећа брзина авиона при хоризонталном лету је износила 121 km/h.

## Наоружање
| Наоружање авиона: Викерс       |     |
| Ватрено (стрељачко) наоружање  |     |
| Топ                            |     |
| Митраљез                       |     |
| Број и ознака митраљеза        | 1   |
| Калибар                        | 7,7 |
| Бомбардерско наоружање (бомбе) |     |
| Ракетно наоружање (ракете)     |     |